# Apogon planifrons
Apogon planifrons är en fiskart som beskrevs av Longley och Hildebrand, 1940. Apogon planifrons ingår i släktet Apogon och familjen Apogonidae. Inga underarter finns listade i Catalogue of Life.